# Salomonseilanden op de Olympische Zomerspelen 2020
De Salomonseilanden namen deel aan de Olympische Zomerspelen 2020 in Tokio, Japan. Het land deed voor de tiende keer mee aan de spelen. Er werden op deze spelen van 23 juli tot en met 8 augustus 2021 geen medailles behaald door deelnemers uit de Salomonseilanden.

## Atleten
| sport         | vrouwen | mannen | totaal |
| ------------- | ------- | ------ | ------ |
| Atletiek      | 1       | 0      | 1      |
| Gewichtheffen | 1       | 0      | 1      |
| Zwemmen       | 0       | 1      | 1      |
| totaal        | 2       | 1      | 3      |

## Sporten

### Atletiek
Vrouwen
Loopnummers
| atlete         | onderdeel | series | series | kwartfinale | kwartfinale | halve finale | halve finale | finale  | finale |
| atlete         | onderdeel | tijd   | rang   | tijd        | rang        | tijd         | rang         | tijd    | rang   |
| -------------- | --------- | ------ | ------ | ----------- | ----------- | ------------ | ------------ | ------- | ------ |
| Sharon Firisua | marathon  | n.v.t. | n.v.t. | n.v.t.      | n.v.t.      | n.v.t.       | n.v.t.       | 3:02.10 | 72     |

### Gewichtheffen
Vrouwen
| atleet         | onderdeel | trekken | trekken | stoten | stoten | totaal | rang |
| atleet         | onderdeel | score   | rang    | score  | rang   | totaal | rang |
| -------------- | --------- | ------- | ------- | ------ | ------ | ------ | ---- |
| Mary Kini Lifu | -55 kg    | 67      | 14      | 87     | 14     | 154    | 14   |

### Zwemmen
Mannen
| atleet    | onderdeel        | series  | series | halve finale   | halve finale   | finale         | finale         |
| atleet    | onderdeel        | tijd    | rang   | tijd           | rang           | tijd           | rang           |
| --------- | ---------------- | ------- | ------ | -------------- | -------------- | -------------- | -------------- |
| Edgar Iro | 100 m vrije slag | 1.00,13 | 70     | niet geplaatst | niet geplaatst | niet geplaatst | niet geplaatst |